# Le Chanteur (film, 2016)
Pour les articles homonymes, voir Le Chanteur.
Pour plus de détails, voir Fiche technique et Distribution.
Le Chanteur est un film français de 2015 au cinéma réalisé par Rémi Lange.

## Synopsis
Thomas s'ennuie dans sa petite ville de province. Accueilli chez une tante après le décès de sa mère, il décide finalement de tout quitter pour réaliser son rêve à Paris : devenir chanteur de comédie musicale. Là, sans revenus, il comprend rapidement que la vie de bohème n'est pas facile. Il joue de la guitare dans des lieux touristiques comme le Sacré-Cœur, espérant gagner quelques pièces. Un jour, il fait la connaissance de Lola, une jeune et fougueuse artiste de cabaret. Ils sympathisent, et elle finit par lui présenter son producteur. Ce dernier tombe sous le charme de Thomas...

## Fiche technique
- Titre original : Le Chanteur
- Réalisation : Rémi Lange
- Scénario : Rémi Lange
- Producteur : Rémi Lange
- Production : Les Films de l'Ange
- Distribution en salle : Destiny Distribution
- Musique : Gaëtan Bernard, Philippe Mendelsohn, Thomas Polly, Julien Esperon
- Pays d'origine :  France
- Langue d'origine : français
- Lieux de tournage : Lyon
- Genre : drame, film musical
- Durée : 100 minutes pour la version cinéma sortie en 2016, 188 minutes pour la version « director's cut » de 2024 sortie en VOD
- Dates de diffusion de la version cinéma sortie en 2016 : 
  - France :
    - 29 novembre 2014 avant-première à Chéries-Chéris à Paris
    - 4 mars 2015 avant-première aux Désir... Désirs à Tours
    - 4 mars 2015 avant-première au festival Ecrans Mixtes de Lyon
    - 2 mai 2015 avant-première aux Rencontres cinématographiques In&Out à Nice
    - 6 juin 2015 avant-première au Festival du film artisanal et audacieux de Joyeuse
    - 19 septembre 2015 avant-première au festival D'un bord à l'autre à Orléans
    - 27 janvier 2016 : sortie nationale

## Distribution
- Thomas Polly : lui-même
- Thérèse Lanfranca : la tante
- Annie Alba : Polly la SDF
- Philippe Barassat : le client
- Ivan Mitifiot :  le producteur
- Sophie Blondy : Lola la chanteuse
- S-Dep : Jojo
- Anouchka Csernakova : la mère de Jojo
- Hervé Chenais : l'ex de Polly
- Catherine Le Naour : la copine d'Hervé
- Sonia Bénéteau : la nièce
- Clément Lanfranca : le neveu
- Françoise Julien-Cordelier : la grand-mère
- Béatrice de Staël : la femme du client
- Florence Vignon : la productrice (dans la version director's cut seulement)

## Distinctions
- Prix du jury aux Rencontres cinématographiques In&Out, le festival du film gay et lesbien de Nice[2]
- Grand prix  au Festival du film artisanal et audacieux

## Réception
La critique a été unanime sur la version cinéma sortie en 2016. Télérama relève l'« enthousiasme » qui se dégage du film tout en soulignant que «Thomas Polly est une révélation », Les Fiches du cinéma met en avant les personnages « tordus et excentriques, forts et fragile », tandis que Positif et Le Monde relèvent l'aspect documentaire à l'aspect baroque. D'autres critiques soulignent son aspect militant, comme  Le Nouvel Obs, ou sa « nouvelle lecture du monde du cinéma » (Revue Jeune Cinéma). Les Inrocks parle d'un film « émouvant et troublant (...) [qui] dégage une émotion sincère (...). Thomas Polly est étonnant ».

## Autour du film
Thomas Polly, auteur, compositeur et interprète, joue son propre rôle dans le film.